# 狭苞薄叶天名精
狭苞薄叶天名精（学名：Carpesium leptophyllum var. linearibracteatum）为菊科天名精属下的一个变种。

## 扩展阅读
- 維基物種上的相關：狭苞薄叶天名精